# تومي سميث (لاعب كرة قاعدة)
تومي سميث (بالإنجليزية: Tommy Smith)‏ هو لاعب كرة قاعدة أمريكي، ولد في 1 أغسطس 1948 في ألبيمارل في الولايات المتحدة.

## وصلات خارجية
- تومي سميث على موقعبيزبول رفرنس.كوم (الدوري الرئيسي) (الإنجليزية)
- تومي سميث على موقعبيزبول رفرنس.كوم (الدوري الثانوي) (الإنجليزية)